# Jack McGrath
John James "Jack" McGrath (Los Angeles, Kalifornija, SAD, 8. listopada 1919. – Phoenix, Arizona, 6. studenog 1955.) bio je bivši američki vozač automobilističkih utrka.

## Vanjske poveznice
- Jack McGrath na racing-reference.info